# Lettering

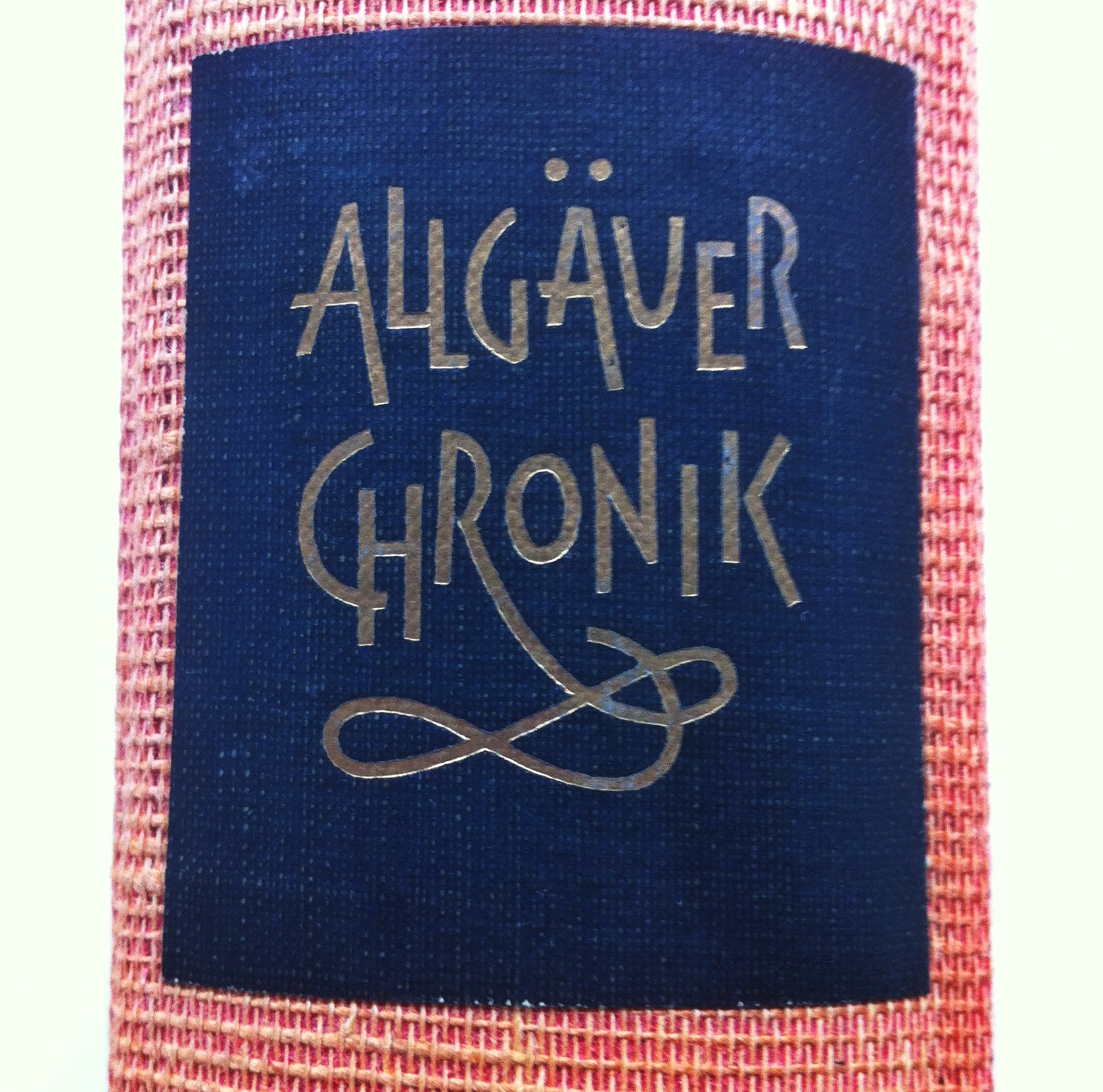
Lettering personalizado na lombada de um livro dos anos 1960

Lettering é um termo guarda-chuva que abrange a arte de desenhar letras, em vez de simplesmente escrevê-las. O lettering é considerado uma forma de arte, em que cada letra de uma frase ou citação funciona como uma ilustração. Cada letra é criada com atenção aos detalhes e tem uma função única dentro de uma composição. O lettering é criado como uma imagem, com letras que devem ser usadas em uma configuração única. As palavras do lettering nem sempre se traduzem em alfabetos que podem ser usados posteriormente em um tipo de letra, pois são criadas com uma palavra específica em mente.

## Exemplos

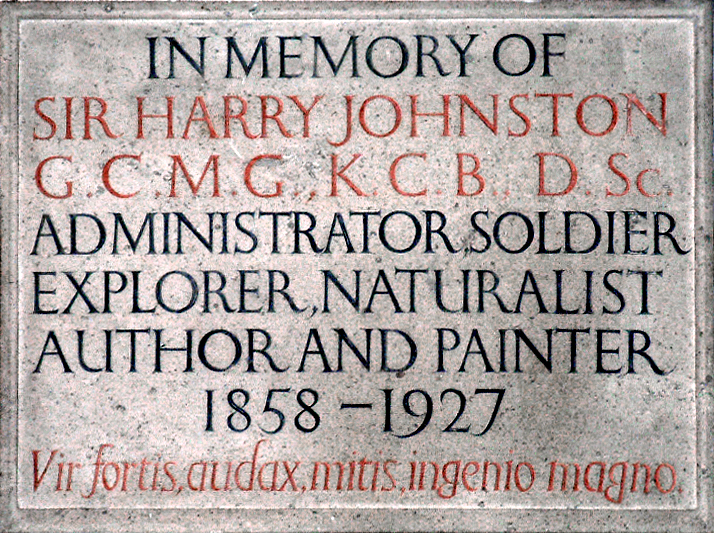
Uma placa memorial, do famoso letter-cutter, designer gráfico (e artista) Eric Gill.

O lettering incluem aqueles usados para fins de projetos e histórias em quadrinhos, bem como lettering decorativos, como pinturas de cartazes e gráficos personalizados. Por exemplo; em cartazes, como papel timbrado ou marca comercial, lettering em pedra, lettering de anúncios, pneus, fileteado, grafite ou em quadros-negros.
O lettering pode ser desenhado, incisado, aplicados usando estênceis, ou usando um meio digital com uma caneta ou um programa vetorial. Lettering que não foram criadas com ferramentas digitais são comumente chamadas de hand-lettering.

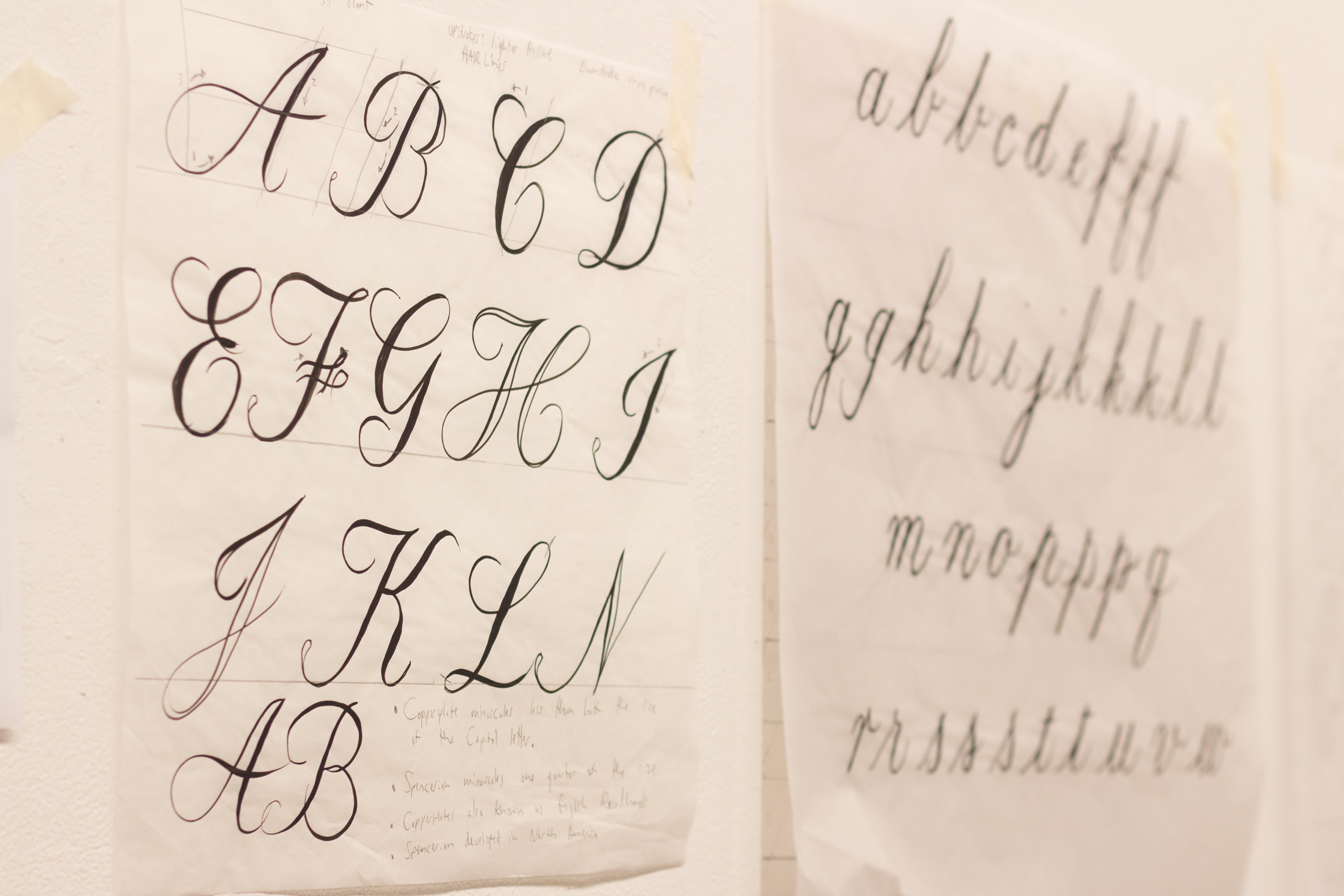
Prática de lettering pelo artista Emmanuel Sevilla

No passado, quase todos os lettering, exceto as do papel, eram criadas como letras personalizadas ou pintadas à mão. O uso de fontes no lugar de lettering aumentou devido aos novos métodos de impressão, fotocomposição e composição digital, que permitem que as fontes sejam impressas em qualquer tamanho desejado. O lettering têm sido particularmente importantes na arte islâmica, devido à prática islâmica de evitar representações de seres sencientes em geral e de Maomé em particular e, em vez disso, usar representações na forma de caligrafia islâmica, incluindo hilyas, ou formas de arte baseadas em descrições escritas de Maomé.
Mais recentemente, tem havido um influxo de aspirantes a artistas tentando hand-lettering com brush pen e mídias digitais. Alguns estilos populares são serifa, cursiva/escrita, vintage, caligrafia blackletter ("gótica"), grafite e creative lettering.

## Formas relacionadas
A caligrafia é baseada em penmanship; é essencialmente "escrever letras". As letras, por outro lado, são baseadas em desenho, ou seja, "desenhando letras". Joseph Alessio
O lettering pode ser confundido com termos semelhantes, como caligrafia ou tipografia.
A caligrafia é conhecida como um processo mais rígido, que requer aprender as formas formais das letras e, muitas vezes, combinar traços grossos para baixo com traços finos para cima. Este estilo de escrita é geralmente criado com canetas e tintas. Alguns calígrafos e escritores à mão dizem que a caligrafia criada com fudepen transforma as letras em uma caligrafia falsa, mas outros acreditam que a abordagem usada para criar as letras é mais importante do que as ferramentas usadas para fazê-lo.
A tipografia é conhecida como o uso de tipo em um sistema de repetição, em que cada instância da mesma letra tem a mesma aparência.
Parte da razão pela qual esses equívocos são comuns é que algumas lojas de fontes categorizam suas fontes como "hand-lettered", "ilustradas" ou "caligrafia". Essas fontes podem começar com um alfabeto escrito à mão que é então digitalizado e transformado em um sistema repetível. Isso os identifica como tipografia, em vez de letras.
Hand Lettering for Beginners define os três termos da seguinte maneira: Lettering é a arte de desenhar letras, caligrafia é a arte de escrever letras e tipografia é a arte de usar letras.